# Filisco di Egina
Filisco di Egina (in greco: Φιλίσκος) (Egina, IV secolo a.C. – ...) è stato un filosofo cinico greco antico vissuto nella seconda metà del IV secolo a.C..

## Biografia
Figlio di Onesicrito, fu da questi mandato, insieme al fratello più giovane, ad Atene dove i due rimasero talmente affascinati dalla filosofia di Diogene di Sinope che anche Onesicrito li raggiunse e divenne discepolo di Diogene. 
Secondo Ermippo di Smirne, Filisco fu allievo di Stilpone di Megara. Viene anche descritto come socio di Focione. La Suda lo identifica come maestro di Alessandro Magno, ma nessun altro scrittore antico menziona il fatto, anche se Claudio Eliano, in ogni caso, ha conservato una breve esortazione di Filisco indirizzata ad Alessandro:

## Opere
La Suda riporta che Filisco scrisse dialoghi uno dei quali era il Codro. Satiro sostiene che le tragedie attribuite a Diogene fossero in realtà di Filisco. Tra i dialoghi attribuiti a Diogene da Sozione il Peripatetico vi è, appunto, il Filisco.